# 1960 Guisan
1960 Guisan este un asteroid din centura principală, descoperit pe 25 octombrie 1973 de Paul Wild.